# قضاء نابلس
قضاء نابلس (بالإنجليزية: District of Nablus) هو تقسيم إداري سابق في فلسطين التاريخية يعود لفترة الإنتداب البريطاني (بين 1920 و1948)، مركزه مدينة نابلس. يقع في الجزء المتوسط لفلسطين، ويحيط به كل من قضاء جنين وقضاء بيسان من الشمال، والحدود الأردنية من الشرق، وقضاء رام الله وقضاء القدس من الجنوب، وقضاء الرملة وقضاء طولكرم من الغرب.